# Enzootische Pneumonie der Schweine
Die Enzootische Pneumonie der Schweine ist eine durch Mykoplasmen hervorgerufene Infektionskrankheit (Mykoplasmose) der Schweine, die mit einer chronisch verlaufenden Lungenentzündung (Pneumonie) einhergeht. In der Schweiz gehört sie zu den zu bekämpfenden Tierseuchen. Wegen des gehäuften Auftretens in feuchten Zementställen wurde die Erkrankung in der Vergangenheit auch als „Zementhusten“ bezeichnet.

## Erreger
Erreger der Erkrankung ist Mycoplasma hyopneumoniae, der eine hohe Wirtspezifität aufweist und sich auf Schleimhäuten vermehrt. Er gehört zu den häufigsten und wichtigsten bakteriellen Erregern beim Schwein und ist in vielen Beständen verbreitet. Mykoplasmen werden normalerweise nicht durch Fresszellen phagozytiert. In der Umwelt hat der Erreger nur eine geringe Widerstandsfähigkeit (Tenazität).
Die Einschleppung erfolgt in der Regel durch Einstallungen infizierter Tiere, die Infektion durch Tierkontakt oder als Tröpfcheninfektion. Über Aerosole kann der Erreger über viele Kilometer verbreitet werden.

## Klinisches Bild
Der Erreger hat nur eine geringe krankmachende Wirkung (Pathogenität), so dass Infektionen vollkommen stumm verlaufen können. Unter ungünstigen Haltungsbedingungen kommt es zu den klinischen Erscheinungen einer chronischen Lungenentzündung, die vor allem in einem anhaltenden trockenen Husten bestehen. Bei Sekundärinfektionen mit anderen Bakterien (Pasteurella multocida, Haemophilus parasuis, Actinobacillus pleuropneumoniae, Bordetella bronchiseptica) können auch Fieber und Atemnot auftreten.
Die Mortalität ist sehr gering. Wirtschaftliche Verluste entstehen vor allem durch geringe Lebendmassezunahmen („Kümmerer“).

## Bekämpfung
Die Bekämpfung muss vor allem in einer Optimierung der Haltungsbedingungen (Temperatur, Luftfeuchtigkeit, Luftqualität) sowie der Verhinderung der Einschleppung in freie Bestände (Desinfektion, Schwarz-Weiß-Prinzip, Alles-Rein-Alles-Raus-Prinzip, Quarantäne) bestehen. Gegen die Enzootische Pneumonie existieren wirksame Impfstoffe, in der Schweiz sind Impfungen jedoch durch das Tierseuchenrecht untersagt.
Erkrankte Tiere können mit Antibiotika behandelt werden, angesichts der häufigen Mischinfektionen ist ein Antibiogramm unbedingt empfehlenswert.